# La Ferté-Alais
Pour les articles homonymes, voir La Ferté (homonymie) et Alais.
La Ferté-Alais (prononcé [la fɛʁt̪e alɛ] ) est une commune française située à quarante-deux kilomètres au sud de Paris dans le département de l'Essonne, en région Île-de-France.
Jadis forteresse fermant l'accès au domaine royal français par la vallée de l'Essonne puis village industriel animé par l'exploitation des carrières de grès, sable et plus tard calcaire, La Ferté-Alais devint, avec le développement du chemin de fer, un lieu de villégiature prisé de la bourgeoisie parisienne et de quelques artistes, charmés par la douceur des bords de la rivière. Il en subsiste encore un camping installé sous les pins. C'est aujourd'hui toujours un village à mi-chemin entre agglomération parisienne et province, niché au cœur d’une verte vallée encaissée aux portes du parc naturel régional du Gâtinais français, caractéristique du sud du département, appréciée des promeneurs et des peintres ou mosaïstes. Célèbre pour son aérodrome, pourtant situé dans la ville voisine de Cerny, elle attire chaque année des milliers de visiteurs pour le meeting aérien organisé par l'amicale Jean-Baptiste Salis.
Ses habitants sont appelés les Fertois.

## Géographie

### Situation
| Type d’occupation           | Pourcentage | Superficie (en hectares) |
| --------------------------- | ----------- | ------------------------ |
| Espace urbain construit     | 25,7 %      | 117,09                   |
| Espace urbain non construit | 6,3 %       | 28,75                    |
| Espace rural                | 67,9 %      | 309,05                   |
| Source : Iaurif             |             |                          |

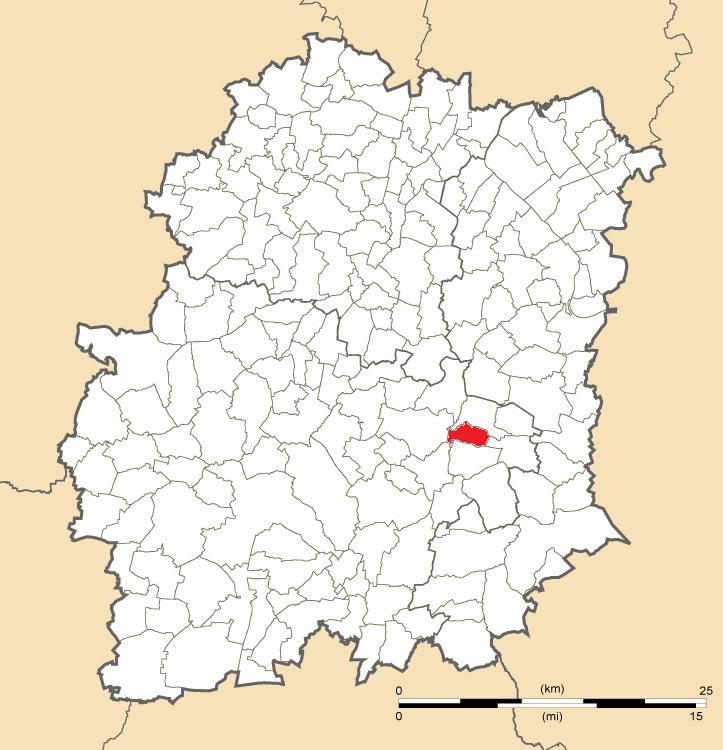
Position de La Ferté-Alais en Essonne.

La Ferté-Alais est située au sud de la région Île-de-France, au centre-est du département de l’Essonne dans la grande agglomération parisienne au cœur de la région naturelle, aujourd’hui devenu le parc naturel régional du Gâtinais français. Elle occupe un territoire approximativement rectangulaire, la longueur de trois kilomètres quatre-cents étant orientée d’ouest en est sur une largeur d’un kilomètre sept cents mètres, totalisant une superficie de quatre cent cinquante-cinq hectares. L’occupation des sols est encore très inégalement répartie, la partie urbanisée ne représentant que 27 % du territoire, concentrée à l’ouest et au sud, près de 70 % des terres étant encore réservées au massif boisé au centre et à l’agriculture sur toute la moitié est. L’Institut national de l'information géographique et forestière donne les coordonnées géographiques 48° 28′ 51″ N et 2° 21′ 27″ E au point central de ce territoire. Située entre la basse vallée de l’Essonne et le plateau dominant, la commune s’étage entre cinquante-trois et cent quarante-deux mètres avec une forte déclivité proche de cent mètres sur une longueur de quatre cents mètres où serpentent la rue Edmond-Rostand en lacet. Cette vallée encaissée accueille de nombreux axes de communication dont la voie ferrée de la ligne D du RER et les routes nationales déclassées devenue route départementale 449 et route départementale 191 qui se croisent en centre-ville. Commune relativement concentrée sur sa partie sud-ouest, sept quartiers se distinguent tout de même, construits successivement.
Importante historiquement et aujourd’hui pour le tourisme du département, la commune est située à quarante-deux kilomètres au sud de Paris-Notre-Dame, point zéro des routes de France, dix-huit kilomètres au sud-est d’Évry, quinze kilomètres au nord-est d’Étampes, dix-sept kilomètres au sud-ouest de Corbeil-Essonnes, vingt-six kilomètres au sud-est de Palaiseau, treize kilomètres au nord-ouest de Milly-la-Forêt, quatorze kilomètres au sud-est d’Arpajon, dix-huit kilomètres au sud-est de Montlhéry, vingt-cinq kilomètres au sud-est de Dourdan et vingt-sept kilomètres au nord-est de Fontainebleau. La commune est en outre située à soixante-dix-sept kilomètres au sud-est de ses homonymes seine-et-marnaises de La Ferté-Gaucher et La Ferté-sous-Jouarre.

### Hydrographie

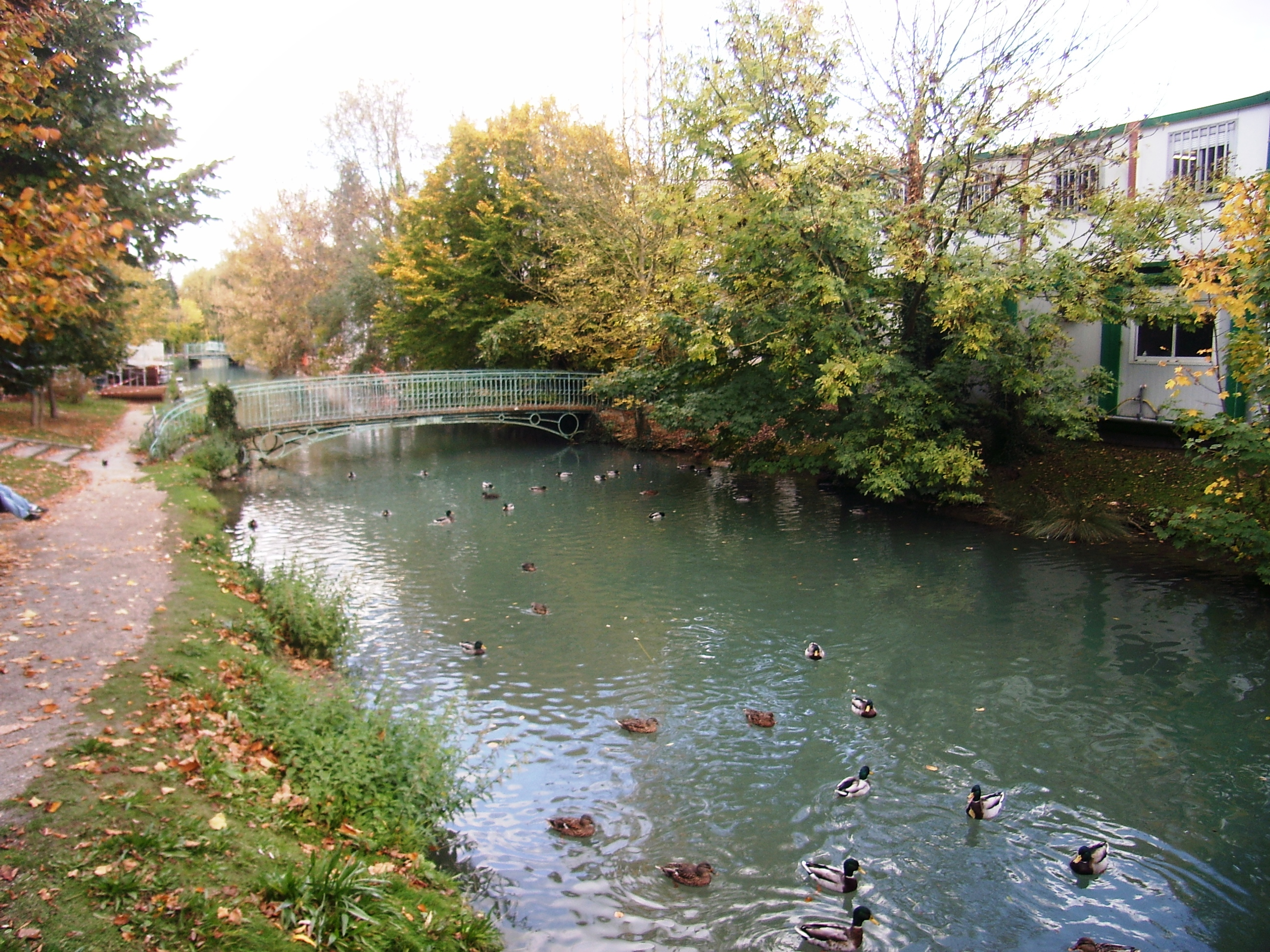
L’Essonne à La Ferté-Alais.

Le centre-ville historique de la commune, à l’ouest du territoire est implanté sur la rive droite de l’Essonne qui matérialise en partie la frontière avec Cerny, au niveau du confluent avec le ruisseau le Ru. La rivière parcourt deux kilomètres cinq cents sur le territoire de la commune. Elle est complétée sur sa rive gauche d’un étang en amont à l’extrême sud de la cité. Deux ponts enjambent la rivière, l’un vers le nord-ouest dans la rue Eugène-Millet, l’autre vers le sud-ouest dans la rue Notre-Dame, toutes deux étant sur le parcours de l’ancienne route nationale 449 déclassée.

### Relief et géologie

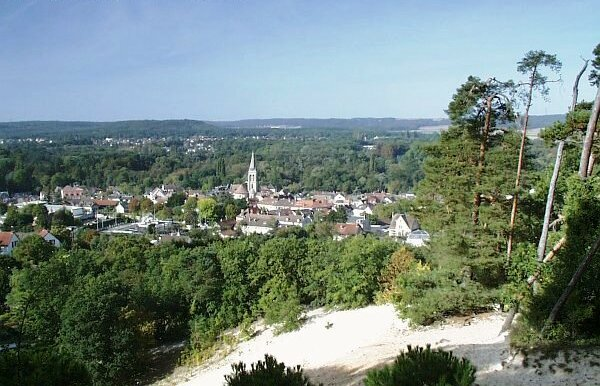
Vue générale du village.

Le terrain occupé par la commune se distingue par sa forte déclivité dans l’étroite et encaissée vallée de l’Essonne. Le centre-ville historique est ainsi situé sur les bords de la rivière avec un point bas à cinquante-trois mètres au sud de la commune, à proximité du collège, altitude approximativement similaire pour l’ensemble du bas centre-ville. L’espace urbain s’élève ensuite rapidement vers l’est pour atteindre l’altitude de cent mètres au niveau de l’avenue Le Nôtre, située à seulement quatre cent mètres au nord-est du collège. Viens soixante-dix mètres plus loin le plateau situé à cent vingt-cinq mètres, il s’étend ainsi jusqu’au point culminant du territoire communal à cent quarante-deux mètres pour s’abaisser vers la proche vallée de l’École, dix kilomètres plus à l’est. Le plateau jusqu’à il y a peu inoccupé, n’était traversé que par la route départementale 83, dite route de Melun. Il fut urbanisé dans sa partie sud durant la seconde moitié du XXe siècle, le nord étant encore aujourd’hui occupé par une carrière de sable à ciel ouvert désaffectée. Le sous-sol est constitué de quarante mètres de sable de Fontainebleau surmontés de grès, de calcaire d’Étampes et d’argile fossilifère lacustre caractéristique du Bassin parisien,.

### Communes limitrophes
La Ferté-Alais est une commune relativement peu étendue, mais au territoire rectangulaire très en longueur. Du nord-ouest au nord-est, elle est ainsi limitrophe de Baulne, à l’est se trouve le territoire de Videlles bien que le village soit assez éloigné, au sud-est et sud, Guigneville-sur-Essonne assure pour sa part une continuité urbaine avec sa voisine, elles sont toutes deux séparées par la rivière l’Essonne du village de D'Huison-Longueville tandis qu’à l’ouest de La Ferté-Alais se trouve le village de Cerny sur le territoire duquel est installé l’aérodrome de La Ferté-Alais.

### Climat
Pour des articles plus généraux, voir Climat de l'Île-de-France et Climat de l'Essonne.
En 2010, le climat de la commune est de type climat océanique dégradé des plaines du Centre et du Nord, selon une étude du CNRS s'appuyant sur une série de données couvrant la période 1971-2000. En 2020, Météo-France publie une typologie des climats de la France métropolitaine dans laquelle la commune est exposée à un climat océanique altéré et est dans la région climatique Sud-ouest du bassin Parisien, caractérisée par une faible pluviométrie, notamment au printemps (120 à 150 mm) et un hiver froid (3,5 °C).
Pour la période 1971-2000, la température annuelle moyenne est de 11,1 °C, avec une amplitude thermique annuelle de 15,5 °C. Le cumul annuel moyen de précipitations est de 675 mm, avec 10,8 jours de précipitations en janvier et 7,7 jours en juillet. Pour la période 1991-2020, la température moyenne annuelle observée sur la station météorologique la plus proche, située sur la commune de Courdimanche-sur-Essonne à 8 km à vol d'oiseau, est de 11,6 °C et le cumul annuel moyen de précipitations est de 594,8 mm,. Pour l'avenir, les paramètres climatiques de la commune estimés pour 2050 selon différents scénarios d'émission de gaz à effet de serre sont consultables sur un site dédié publié par Météo-France en novembre 2022.

### Voies de communication et transports

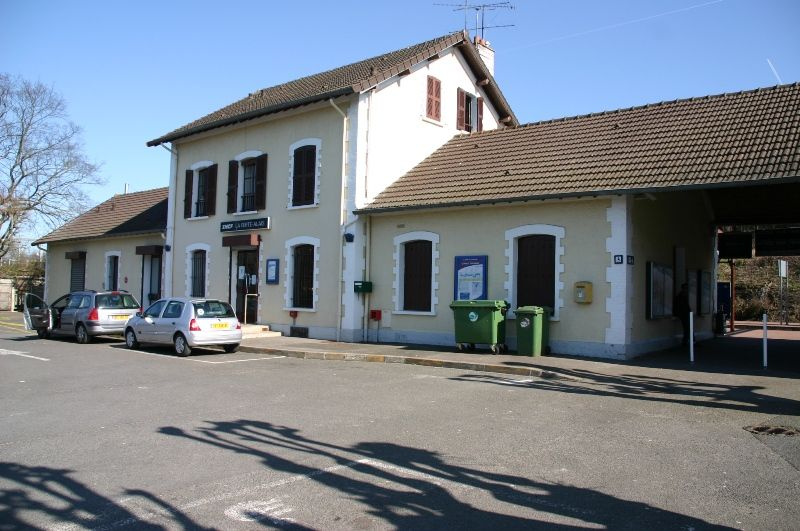
La gare de La Ferté-Alais.

Si l’Essonne n’est pas une voie navigable, sa vallée a toujours été empruntée par les axes de communication. La Ferté-Alais est donc situé à la croisée de nombreuses routes importantes du département et de la région. Premier axe, la voie ferrée Paris - Malesherbes aujourd’hui empruntée par la ligne D du RER d'Île-de-France avec la gare de La Ferté-Alais. La commune est aussi située à la croisée de la route départementale 449 reliant Arpajon à Malesherbes, de la route départementale 191 de Corbeil-Essonnes à Ablis, de la route départementale 31 qui mène vers le nord à Yerres, prolongée vers l’est par la route départementale 83 vers Melun et appelée route départementale 831 dans la commune. Elle est enfin le point de départ de la route départementale 105 vers Milly-la-Forêt. Le samedi matin, jour de marché, un service de transport par autobus est assuré par la mairie, en complément du ramassage scolaire en semaine.
La commune est desservie par les lignes du réseau de bus Essonne Sud Est et Sud Ouest notamment les lignes 4306, 4316 et 4305 qui en plus d'assurer la desserte local, relie la commune à la gare de Bouray qui est également le départ du bus du soir qui dépose aux arrêts situé dans la commune. La commune est située à vingt-sept kilomètres au sud de l’aéroport Paris-Orly, soixante-et-un kilomètres au sud-ouest de celui de Paris-Charles-de-Gaulle, elle est aussi située à seulement deux kilomètres de l’aérodrome de La Ferté-Alais installé sur la commune voisine de Cerny.

### Lieux-dits, écarts et quartiers
Sept quartiers composent la diversité de la commune, d’ouest en est, le centre-ville, le Guichet, le Clos du Manoir, les Deux-Ponts, le Tertre, les Vieilles-Vignes et à l’extrême sud les Pierres Rangées, seul quartier d’habitat social. S’ajoutent les lieux-dits la Justice, la Ruelle, la Grange aux Moines, le Gros Buisson et Guette-Lièvre.

## Urbanisme

### Typologie
Au 1er janvier 2024, La Ferté-Alais est catégorisée ceinture urbaine, selon la nouvelle grille communale de densité à sept niveaux définie par l'Insee en 2022.
Elle appartient à l'unité urbaine de La Ferté-Alais, une agglomération intra-départementale regroupant quatre  communes, dont elle est ville-centre,,. Par ailleurs la commune fait partie de l'aire d'attraction de Paris, dont elle est une commune de la couronne,. Cette aire regroupe 1 929 communes,.

## Toponymie
Le nom de la localité est attesté sous les formes Firmitas, Firmitas Aalipdis, Firmitas Adelaidis, Ferte vers 1091, Firmitas Balduini, la Ferté Baudouin au XIIe siècle du nom de son seigneur au XIe siècle, Feritas, Firmitas Aidelaidis vers 1200, apud Feritatem Alisie en 1266, la Ferté Aales vers 1263. La forme La Ferte-Aleps apparaît sur les cartes des Cassini et le nom de la commune a été enregistré avec cette graphie lors de sa création en 1793. On trouve parfois La Ferté-Alaix par la suite et La Ferté-Alais dans le Bulletin des lois de 1801 qui va devenir la seule forme utilisée à partir de 1845.
Il s'agit d'une formation toponymique médiévale. Le premier élément Ferté- s'explique par l'ancien français ferté au sens de « forteresse » de même étymologie que la forme savante « fermeté ». Tous deux remontent au latin firmitas, firmitate « lieu fortifié ». La Ferté- se réfère au château qui était autrefois présent à la place de l’actuel centre-ville et qui commandait la vallée. Le second élément Baudoin a été remplacé en 1127 par celui d’Alais (autrement Aales, Aalis, Aalize au Moyen Âge, c'est-à-dire Alice), forme populaire d’Adélaïde, en hommage à la dame du lieu, Adélaïde de Rochefort.

## Histoire

### Les origines
La présence humaine sur le territoire est certifiée dès la préhistoire comme en témoignent les objets retrouvés lors de fouilles dans les communes voisines. Le nom de la rivière étant une référence à la déesse gallo-romaine Acionna, on peut imaginer la présence d’une villa rustica sur le plateau à proximité de l’actuelle ferme pédagogique.

### Place forte et cité industrielle

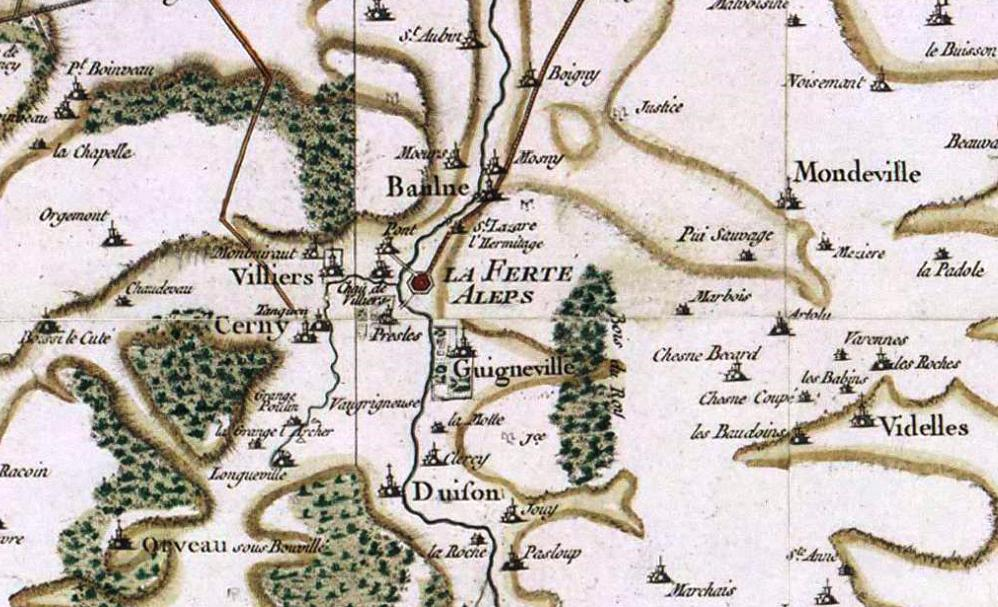
Carte de la région de La Ferte-Aleps selon Cassini.

Le premier seigneur connu de la cité est Robert Ier, roi de Francie occidentale et grand-père d’Hugues Capet. C’est lui qui, au début du Xe siècle fit construire des forteresses dans les vallées, alors appelées fertés pour protéger Paris des attaques de Normands. La commune, qui était alors sous la garde d’un certain Baudoin prit le nom de La Ferté-Baudoin. Deux paroisses coexistaient alors, Notre-Dame pour la forteresse et Saint-Pierre pour les faubourgs. Vers 1095, Gui II de Montlhéry prit le contrôle de la forteresse. Il donna alors la paroisse Notre-Dame à l’abbaye de Morigny, bénédictine, relevant du diocèse de Sens avec la charge d’y établir un prieuré. En 1112, Louis VI éleva la contrée en châtellenie. En 1127, la famille de Rochefort était toujours propriétaire du lieu, le nom évolua en hommage à la comtesse Adélaïde de Rochefort. De 1114 à 1130, la chapelle seigneuriale fut remaniée pour devenir l’actuelle église Notre-Dame. Au XIIIe siècle, Saint-Louis acquit la châtellenie qui fut alors rattachée au royaume de France. Durant la guerre de Cent Ans, la région fut dévastée et le château et les remparts, pourtant équipés de murs épais de douze mètres, furent rasés en 1358. Au cours du mois d’avril 1429, Jeanne d'Arc sur le chemin d’Orléans traversa la commune. La cité prospéra grâce à la culture de la vigne, de la production de chaux et plus tard à l’extraction du grès et du sable. Elle fut toutefois ravagée au cours des guerres de religion du XVIe siècle et à nouveau lors de la Fronde au XVIIe siècle. En 1791, la paroisse de Saint-Pierre fut définitivement rattachée à celle de Notre-Dame et l’église fut vendue pour mille six cents livres.

### Cité de villégiature
Le nom actuel de la commune apparut au début du XIXe siècle. Le 23 août 1814, le futur roi Louis-Philippe céda la dernière parcelle de domaine royal sur laquelle était construite une résidence de villégiature, elle devint la maison commune. À la même époque, durant la campagne de France, les Cosaques investirent la région durant trois ans. En 1825, l’école fut installée dans la maison commune. Vers 1840, l’arrivée du chemin de fer avec la ligne Villeneuve-Saint-Georges - Montargis permet d’accroître le commerce, de développer la petite industrie grâce à l’accès direct au vaste port de Corbeil et de proposer une villégiature aux Parisiens. Après la deuxième pandémie de choléra, un lavoir fut construit sur les rives de l’Essonne. Intégrée à l’arrondissement d'Étampes en 1801, elle fut rattachée à celui de Corbeil en 1926, puis d’Évry en 1966 avant de réintégrer la division administrative d’Étampes en 1967. En 1860, la maison commune fut remaniée pour être plus commode. En 1870, au cours de la guerre franco-prussienne, la région fut une nouvelle fois occupée durant six mois. En 1876, l’entrepreneur Modeste Loyer obtint l’autorisation d’installer un four à chaux sur le plateau. Le 5 septembre 1881, la fanfare de La Ferté qui se rendait à un concours à Londres fut impliquée dans l’accident de la gare de Charenton qui fit douze victimes parmi les Fertois. En 1883, l’église Notre-Dame, visitée peu avant par Eugène Viollet-le-Duc fut classée monument historique. En 1890, grâce au don de Sophie-Marie Brunel et au legs du notaire Pierre-Léon Angot, la municipalité fit construire une salle d’asile qui fonctionna jusqu’en 1973. Le 18 juillet 1897, la municipalité inaugura un buste à la mémoire du président Sadi Carnot, voisin de la commune.

### Histoire contemporaine

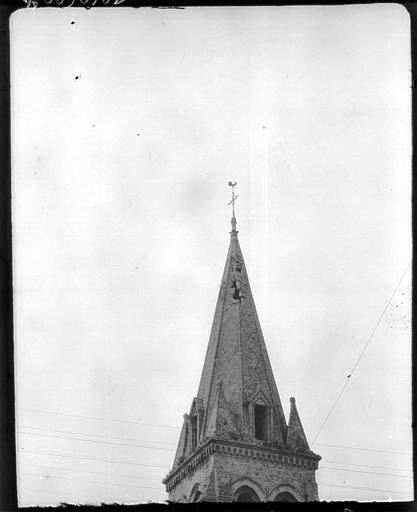
Le clocher frappé par la foudre.

Le 19 août 1906, un monument aux morts de la guerre de 1870 fut érigé dans le cimetière communal. En 1910, devant la surexploitation de la sablière, un arrêté municipal institua un coût de vingt-cinq centimes par mètre cube pour les étrangers à la commune. Pendant la Première Guerre mondiale, l'hôpital devint l'Hôpital auxiliaire de l'association des Dames de France (HAADF) n°291. En 1915, la foudre frappa le clocher de l’église. En 1923, les sœurs de Saint-Joseph de Saint-Vallier ouvrirent un hospice de vieillards. Au début des années 1930, le lotissement du Clos des Manoirs fut aménagé pour recevoir les touristes parisiens. Le 30 mars 1930, le conseil municipal accepta l’érection d’un monument aux morts de la grande guerre à proximité de l’église Notre-Dame. En 1932 y fut installé l’électricité. Au cours de la Seconde Guerre mondiale, les troupes allemandes occupèrent la région qui fut libérée en août 1944 par la division Leclerc. Le 4 juillet 1944, les résistants Georges Heren et André Branche furent abattus par la patrouille allemande alors qu’ils venaient récupérer des armes parachutées dans le bois du Tertre. Le 1er novembre 1968, la mairie acquit la maison de retraite. En 1997, elle acquit les ruines de l’église Saint-Pierre pour la réhabiliter. Le 11 septembre 2004, l’ancienne école Angot devint salle culturelle.

## Population et société

### Démographie

#### Évolution démographique
L'évolution du nombre d'habitants est connue à travers les recensements de la population effectués dans la commune depuis 1793. Pour les communes de moins de 10 000 habitants, une enquête de recensement portant sur toute la population est réalisée tous les cinq ans, les populations de référence des années intermédiaires étant quant à elles estimées par interpolation ou extrapolation. Pour la commune, le premier recensement exhaustif entrant dans le cadre du nouveau dispositif a été réalisé en 2004.

En 2022, la commune comptait 3 663 habitants, en évolution de −5,59 % par rapport à 2016 (Essonne : +2,89 %, France hors Mayotte : +2,11 %).
| 1793 | 1800 | 1806 | 1821 | 1831 | 1836 | 1841 | 1846 | 1851 |
| ---- | ---- | ---- | ---- | ---- | ---- | ---- | ---- | ---- |
| 673  | 694  | 733  | 773  | 815  | 856  | 818  | 875  | 854  |

| 1856 | 1861 | 1866 | 1872 | 1876 | 1881 | 1886 | 1891 | 1896 |
| ---- | ---- | ---- | ---- | ---- | ---- | ---- | ---- | ---- |
| 790  | 850  | 860  | 852  | 850  | 884  | 894  | 969  | 950  |

| 1901 | 1906 | 1911 | 1921 | 1926 | 1931 | 1936 | 1946  | 1954  |
| ---- | ---- | ---- | ---- | ---- | ---- | ---- | ----- | ----- |
| 957  | 940  | 948  | 834  | 908  | 929  | 959  | 1 114 | 1 175 |

| 1962  | 1968  | 1975  | 1982  | 1990  | 1999  | 2004  | 2006  | 2009  |
| ----- | ----- | ----- | ----- | ----- | ----- | ----- | ----- | ----- |
| 1 391 | 1 448 | 1 951 | 2 002 | 3 211 | 3 556 | 3 962 | 4 024 | 3 997 |

| 2014  | 2019  | 2022  | - | - | - | - | - | - |
| ----- | ----- | ----- | - | - | - | - | - | - |
| 3 939 | 3 659 | 3 663 | - | - | - | - | - | - |

Lors du premier recensement des personnes intervenu en 1793, la commune naissante comptait six cent soixante treize résidents. La progression fut lente et relativement chaotique, un pic étant atteint en 1846 avec huit cent soixante-quinze âmes avant une chute ramenant le chiffre à sept cent quatre-vingt-dix en 1856 et une nouvelle croissance jusqu’en 1891 où le nombre de neuf cent soixante-neuf Fertois fut atteint, chiffre ramené à neuf cent cinquante sept au début du XXe siècle et seulement huit cent trente-quatre en 1921 après la Première Guerre mondiale et l’exode rural vers la capitale, accessible par la voie ferrée. Dès lors, l’augmentation du nombre d’habitants reprit, le village dépassant le cap du millier au sortir de la Seconde Guerre mondiale avec mille cent quatorze résidents en 1946, mille trois cent quatre-vingt-onze en 1962, deux mille deux pour la première fois en 1982, le cap des trois mille étant franchi à la fin de la décennie et le chiffre de quatre mille vingt-quatre Fertois étant atteint lors du recensement de 2006. La population étrangère n’intervient que peu dans l’évolution démographique, ne représentant que 5,4 % en 1999.

#### Pyramide des âges
En 2018, le taux de personnes d'un âge inférieur à 30 ans s'élève à 36,7 %, soit en dessous de la moyenne départementale (39,9 %). À l'inverse, le taux de personnes d'âge supérieur à 60 ans est de 22,0 % la même année, alors qu'il est de 20,1 % au niveau départemental.
En 2018, la commune comptait 1 806 hommes pour 1 924 femmes, soit un taux de 51,58 % de femmes, légèrement supérieur au taux départemental (51,02 %).
Les pyramides des âges de la commune et du département s'établissent comme suit.
| Hommes | Classe d’âge | Femmes |
| ------ | ------------ | ------ |
| 0,3    | 90 ou +      | 2,1    |
| 4,6    | 75-89 ans    | 6,9    |
| 14,3   | 60-74 ans    | 15,6   |
| 23,6   | 45-59 ans    | 24,5   |
| 17,2   | 30-44 ans    | 17,2   |
| 19,8   | 15-29 ans    | 17,5   |
| 20,2   | 0-14 ans     | 16,2   |

| Hommes | Classe d’âge | Femmes |
| ------ | ------------ | ------ |
| 0,5    | 90 ou +      | 1,4    |
| 5,4    | 75-89 ans    | 7,2    |
| 12,9   | 60-74 ans    | 13,9   |
| 20     | 45-59 ans    | 19,4   |
| 19,9   | 30-44 ans    | 20,1   |
| 20     | 15-29 ans    | 18,2   |
| 21,3   | 0-14 ans     | 19,8   |

### Enseignement
Les établissements scolaires de la commune sont rattachés à  l’académie de Versailles. Elle dispose des trois écoles maternelles Angot et Champ du Coq, de l’école élémentaire Louis-Moreau et de l’école primaire des Vieilles-Vignes. Elle dispose aussi du collège Albert-Camus. Les élèves doivent ensuite se rendre dans les lycées d’Étampes, Mennecy ou Cerny .
Deux centres de loisirs accueillent les enfants hors périodes scolaires. Un espace jeune accueille les adolescents. Une association organise des cours de langues étrangères pour tous les publics.

### Santé

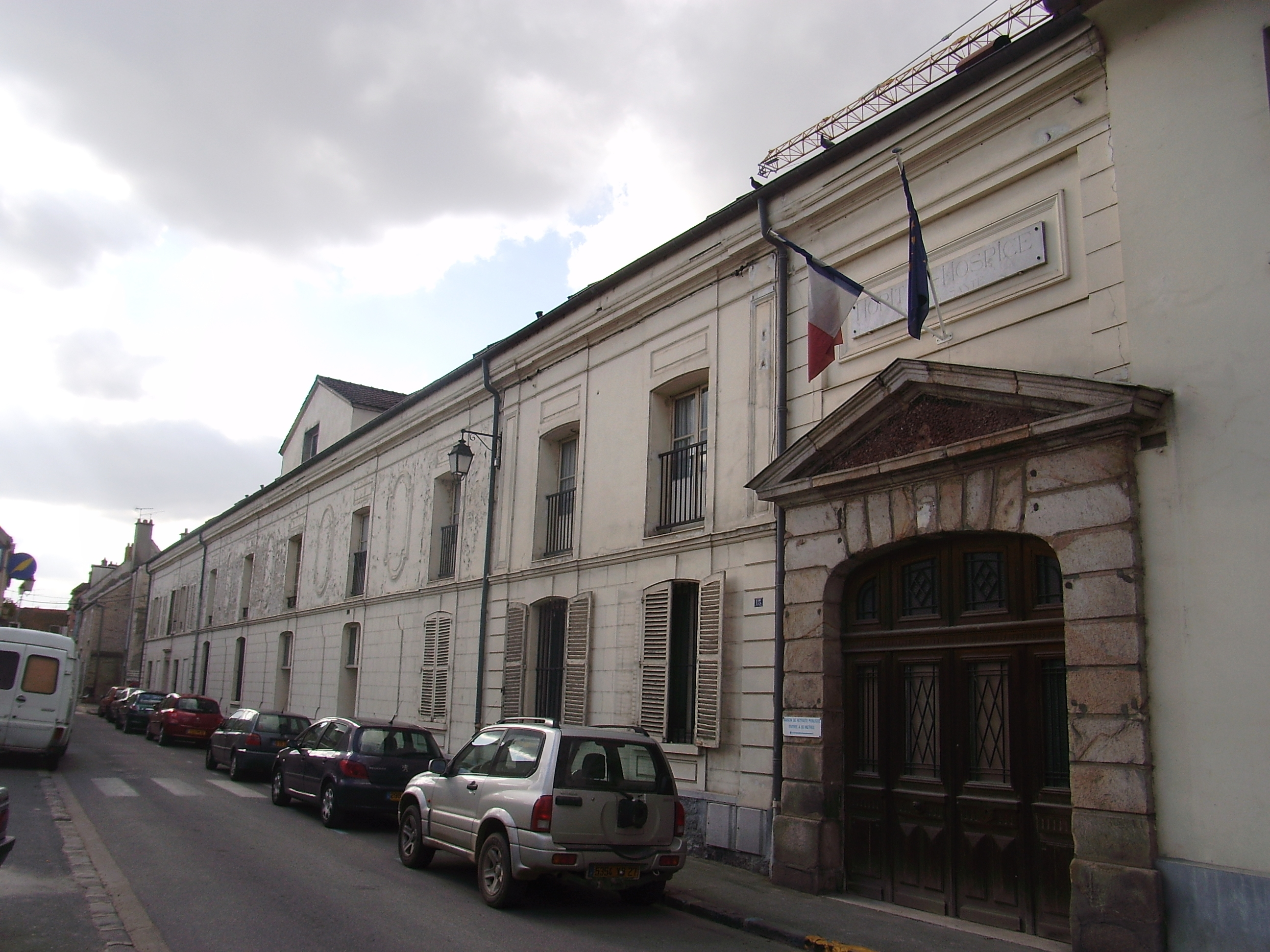
La maison de retraite municipale.

La commune a mis en place un centre communal d'action sociale, une maison de retraite classée établissement d'hébergement pour personnes âgées dépendantes est implantée en centre-ville, les urgences sont traitées par le SMUR de Corbeil-Essonnes et les malades dirigés vers le centre hospitalier Sud Francilien de la même ville. Sept médecins, cinq chirurgiens-dentistes et deux pharmacies sont implantés sur la commune.

## Politique et administration

### Politique locale
La Ferté-Alais était le chef-lieu du canton éponyme jusqu'en 2015. Elle est intégrée à la deuxième circonscription de l'Essonne représentée par Nathalie Da Conceicao Carvalho, députée RN. Son maire est Mariannick Morvan (MoDem). Vingt-sept élus siègent au conseil municipal répartis pour vingt-et-un d’entre eux dans la liste majoritaire MoDem et six dans une liste divers droite, huit élus adjoints assistent le maire dans ses fonctions. Un conseil des enfants, un conseil des sages et cinq comités de quartiers participent aux réflexions communales. L’Insee lui attribue le code 91 1 11 232. La commune de La Ferté-Alais est enregistrée au répertoire des entreprises sous le code SIREN 219 102 324. Son activité est enregistrée sous le code APE 8411Z.
En 2009, la commune disposait d’un budget de 4 286 000 € dont 4 001 000 € de fonctionnement et 285 000 € d’investissement, financés pour 42,33 % par les impôts locaux, la même année la dette municipale 2 678 000 €. En 2009, la fiscalité communale était fixée à 17,22 % pour la taxe d'habitation, 17,27 % et 51,81 % pour la taxe foncière sur le bâti et le non-bâti et 12,55 % pour la taxe professionnelle fixée par l’intercommunalité.
Elle adhère ainsi à la communauté de communes du Val d'Essonne qui regroupe dix-sept communes, au Siredom pour le traitement des ordures ménagères et au Siarce pour l’aménagement de la vallée de l’Essonne. La commune dispose d’un centre communal d'action sociale. Deux cent quinze logements sociaux répartis auprès de quatre bailleurs étaient implantés sur la commune en 2009, sur les mille quatre cent quarante-quatre logements que compte la commune, soit 15 % du parc, la commune ne respectant pas les directives de la loi relative à la solidarité et au renouvellement urbains.

### Liste des maires
Vingt-neuf maires se sont succédé à la tête de l’administration municipale de La Ferté-Alais depuis l’élection du premier en 1790 :

### Tendances et résultats politiques
La vie politique de La Ferté-Alais extrapolée des derniers résultats électoraux montre une certaine ambivalence de l’électorat, qui semble suivre peu ou prou les tendances nationales en étant relativement porté à droite. Ainsi, ces deux dernières années, les Fertois ont largement reconduit le député sortant UMP dès le premier tour avec plus de trente points d’avance face à sa concurrente socialiste et ont de la même manière réélu le conseiller général UMP sortant avec cinq points d’avance. En 2007 encore, le candidat Nicolas Sarkozy y obtint trois points de plus au second tour qu’au niveau national et quatre de plus que le résultat départemental. En 2004 déjà, le candidat socialiste Harlem Désir enregistrait deux points de moins qu’au niveau régional, au profit du candidat de la majorité présidentielle mais lors de l’élection régionale, cette tendance fut inversée. Complété par les résultats municipaux où les Fertois portent régulièrement les candidats de gauche, il en résulte une prédominance du vote « populaire » aux scrutins locaux. Enfin, les résultats sont caractérisés par une abstention élevée, avec un record à 61 % lors de l’élection européenne de 2004 et des taux de participation à peine supérieurs à 50 % lors des élections législatives de 2002 et 2007 et cantonales ou municipales de 2008. Le Parti socialiste dispose d’une section dans la commune.

#### Élections présidentielles, résultats des deuxièmes tours
- Élection présidentielle de 2002 : 83,02 % pour Jacques Chirac (RPR), 16,98 % pour Jean-Marie Le Pen (FN), 81,00 % de participation[70].
- Élection présidentielle de 2007 : 56,39 % pour Nicolas Sarkozy (UMP), 43,61 % pour Ségolène Royal (PS), 82,56 % de participation[71].
- Élection présidentielle de 2012 : 50,54 % pour Nicolas Sarkozy (UMP), 49,46 % pour François Hollande (PS), 81,19 % de participation[72].
- Élection présidentielle de 2017 : 58,48 % pour Emmanuel Macron (LREM), 41,52 % pour Marine Le Pen (FN), 70,93 % de participation.

#### Élections législatives, résultats des deuxièmes tours
- Élections législatives de 2002 : 61,34 % pour Franck Marlin (UMP), 38,66 % pour Gérard Lefranc (PCF), 55,83 % de participation[73].
- Élections législatives de 2007 : 51,80 % pour Franck Marlin (UMP) élu au premier tour, 20,72 % pour Marie-Agnès Labarre (PS), 56,37 % de participation[74].
- Élections législatives de 2012 : 52,53 % pour Franck Marlin (UMP), 47,47 % pour Béatrice Pèrié (PS), 53,16 % de participation[75].
- Élections législatives de 2017 : 54,50 % pour Franck Marlin (LR), 45,50 % pour Daphné Ract-Madoux (LREM), 38,99 % de participation.

#### Élections européennes, résultats des deux meilleurs scores
- Élections européennes de 2004 : 23,58 % pour Harlem Désir (PS), 14,02 % pour Patrick Gaubert (UMP), 39,94 % de participation[76].
- Élections européennes de 2009 : 26,67 % pour Michel Barnier (UMP), 22,21 % pour Daniel Cohn-Bendit (Europe Écologie), 37,67 % de participation[77].
- Élections européennes de 2014 : 30,18 % pour Aymeric Chauprade (FN), 14,20 % pour Alain Lamassoure (UMP), 46,00 % de participation.
- Élections européennes de 2019 : 26,65 % pour Jordan Bardella (RN), 17,66 % pour Nathalie Loiseau (LREM), 50,57 % de participation.

#### Élections régionales, résultats des deux meilleurs scores
- Élections régionales de 2004 : 50,46 % pour Jean-Paul Huchon (PS), 36,76 % pour Jean-François Copé (UMP), 62,43 % de participation[78].
- Élections régionales de 2010 : 58,39 % pour Jean-Paul Huchon (PS), 41,61 % pour Valérie Pécresse (UMP), 45,87 % de participation[79].
- Élections régionales de 2015 : 35,78 % pour Valérie Pécresse (LR), 33,98 % pour Claude Bartolone (PS), 52,73 % de participation.

#### Élections cantonales et départementales, résultats des deuxièmes tours
- Élections cantonales de 2001 : données manquantes.
- Élections cantonales de 2008 : 52,29 % pour Guy Gauthier (UMP), 47,71 % pour Élisabeth Blond (PS), 55,08 % de participation[80].
- Élections départementales de 2015 : 36,18 % pour Marie-France Lasfargues et Patrick Polverelli (EELV), 33,11 % pour Valérie Girard et Julien Schénardi (FN), 30,71 % pour Caroline Parâtre et Patrick Imbert (UMP), 46,71 % de participation.

#### Élections municipales, résultats des deuxièmes tours
- Élections municipales de 2001 : ? % pour Philippe Autrive (PS), ? % pour Brigitte Moulin (DVD), ? % de participation.
- Élections municipales de 2008 : 40,59 % pour Christian Karrer (DVG), 36,33 % pour Philippe Van Rossomme (DVG), 57,38 % de participation[81].
- Élections municipales partielles de 2009 : 43,40 % pour Mariannick Morvan (DVG), 42,27 % pour Philippe Van Rossomme (DVG), 44 % de participation.
- Élections municipales de 2014 : 50,69 % pour Mariannick Morvan (MoDem), 36,02 % pour Caroline Paratre (DVD), 62,05 % de participation.
- Élections municipales de 2020 : 51,82 % pour Mariannick Morvan (MoDem), 48,18 % pour Katia Merlen (DVD), 41,85 % de participation.

#### Référendums
- Référendum de 2000 relatif au quinquennat présidentiel : 76,51 % pour le Oui, 23,49 % pour le Non, 23,93 % de participation[82].
- Référendum de 2005 relatif au traité établissant une Constitution pour l’Europe : 51,24 % pour le Non, 48,76 % pour le Oui, 66,49 % de participation[83].

### Services publics
La sécurité du lieu est assurée par la brigade de gendarmerie de Guigneville-sur-Essonne et du centre de secours de pompiers volontaires de Cerny. Les représentations de service public sur la commune sont l’agence postale, le centre du Trésor public et le point relais-pôle emploi. Une étude notariale est installée sur la commune. L’organisation juridictionnelle française rattache les justiciables de la commune au tribunal d’instance et conseil des prud’hommes d’Étampes, au tribunaux de grande instance et de commerce d’Évry et à la cour d'appel de Paris.

### Jumelages
Le Ferté-Alais n'est jumelée avec aucune autre commune. 

## Vie quotidienne à La Ferté-Alais

### Culture

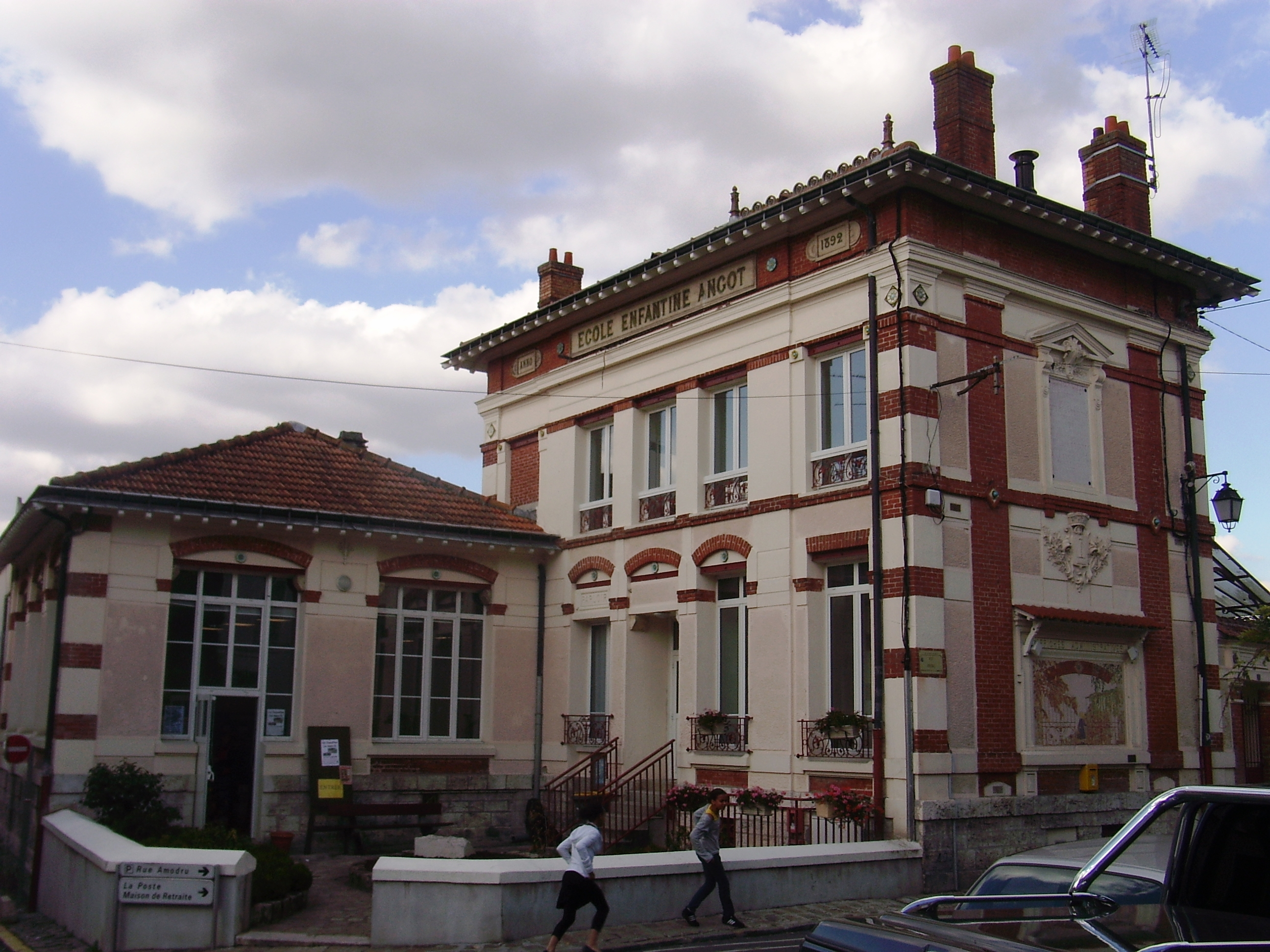
La salle Sophie-Marie-Brunel.

L’association de la Bibliothèque Fertoise, constituée en 1973 par des bénévoles permet l’accès à la lecture pour tous, elle est complétée par la médiathèque départementale gérée par le conseil général de l'Essonne. La salle Sophie-Marie-Brunel accueille expositions, spectacles et projections cinématographiques. La compagnie de théâtre « Le 1er vol de l’hirondelle » est résidente dans la commune. Treize associations participent à l’animation culturelle de la commune.
Deux manifestations d’envergure départementale rythment la vie culturelle fertoise, le festival au Sud du Nord de jazz et musiques du monde qui se tient la première semaine de septembre et le meeting aérien organisé lors du week-end de Pentecôte par l’Amicale Jean-Baptiste Salis sur l’aérodrome.
La commune jouit d’une tradition artistique avec la présence encore importante d’artistes-peintres, sculpteurs, mosaïstes et photographes qui œuvrent et exposent dans la commune. Certaines œuvres sont réparties sur le territoire communal, dont une mosaïque monumentale sur la façade de la salle Sophie-Marie Brunel, des sculptures en bronze et en fer forgé, un buste du président Sadi Carnot, permettent à la commune de participer aux journées européennes du patrimoine en proposant un circuit de découverte.

### Sports
Au sud de la commune est implanté le complexe sportif Carnot équipé de deux gymnases, de quatre courts de tennis, de deux terrains de football en herbe, d’une piste d'athlétisme et de deux terrains de streetball. Un skatepark et une base nautique permettant la pratique du canoë sur l’Essonne complètent l’offre sportive. La piscine René-Léger construite dans les années 1950 était implantée en centre-ville. Quinze associations promeuvent la pratique sportive dans la commune.

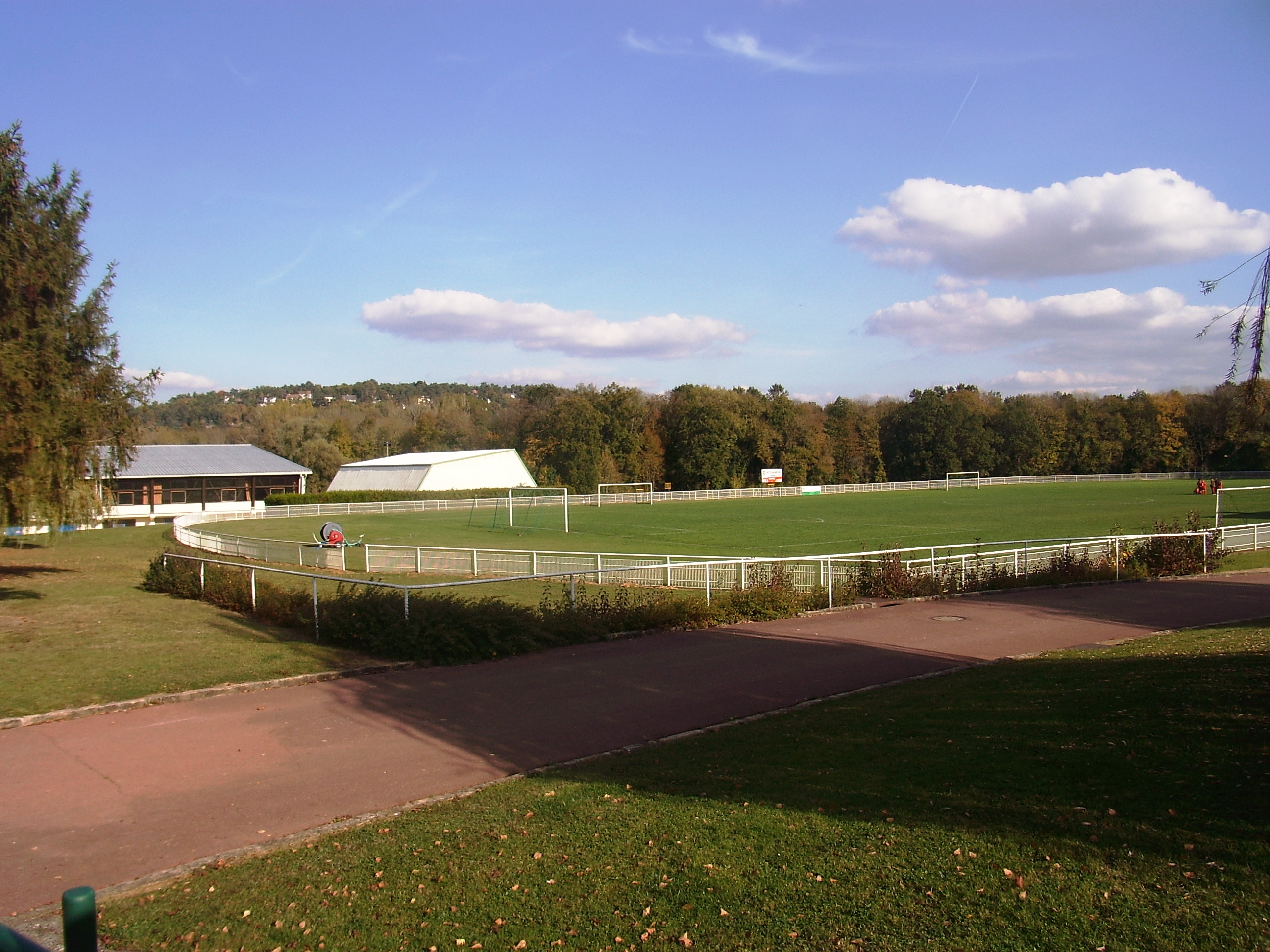
Le complexe sportif Carnot.
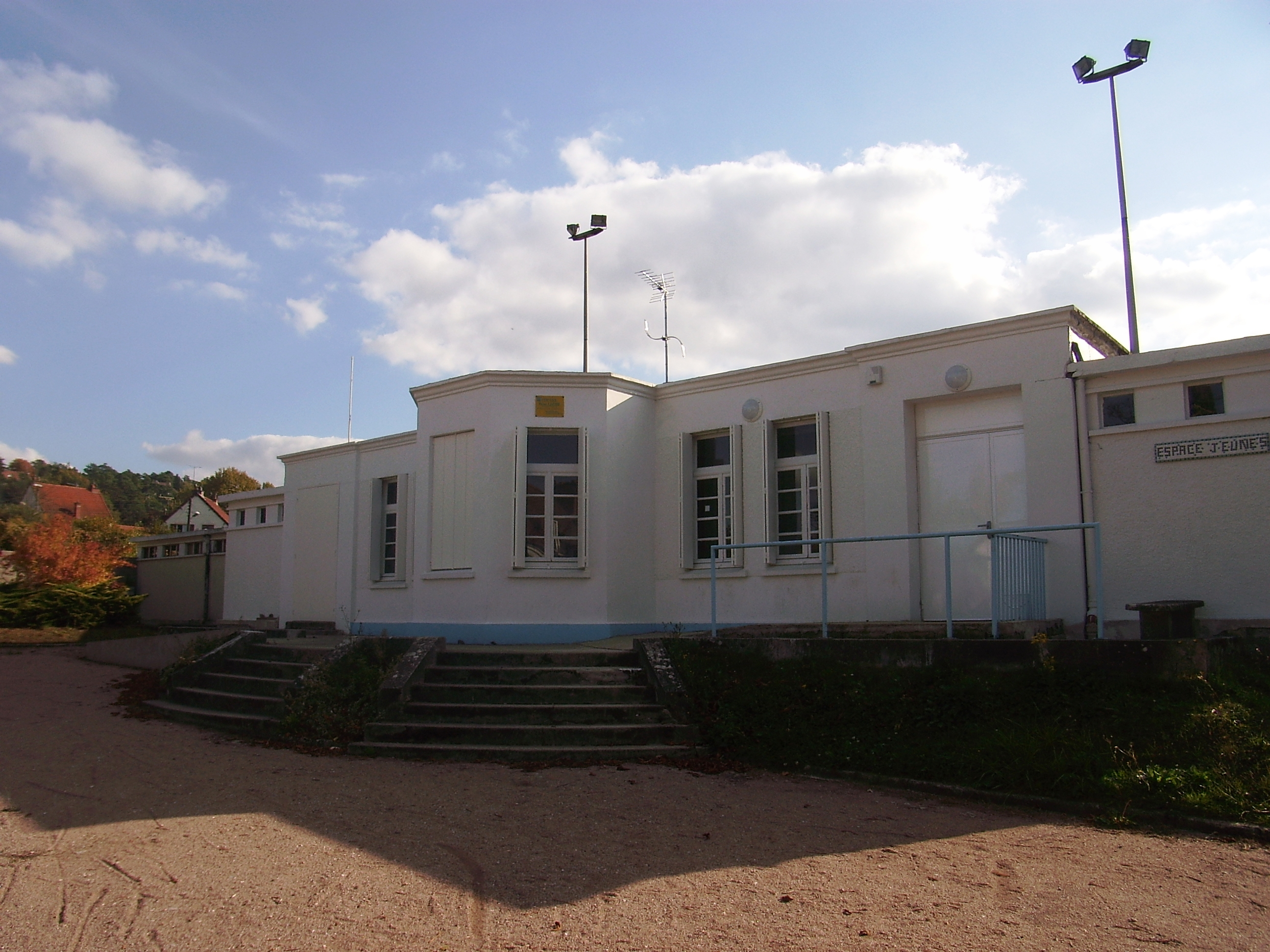
L’ancienne piscine René-Léger.

### Lieux de culte
La paroisse et le secteur pastoral sont rattachés au diocèse d'Évry-Corbeil-Essonnes. Les fidèles sont accueillis dans l’église Notre-Dame-de-l’Assomption dédiée à l’assomption de la Vierge Marie. L’église Saint-Pierre, désaffectée depuis la Révolution pourrait être restaurée et à nouveau ouverte au culte. La fête patronale de la commune se tient le premier dimanche suivant le 15 août.

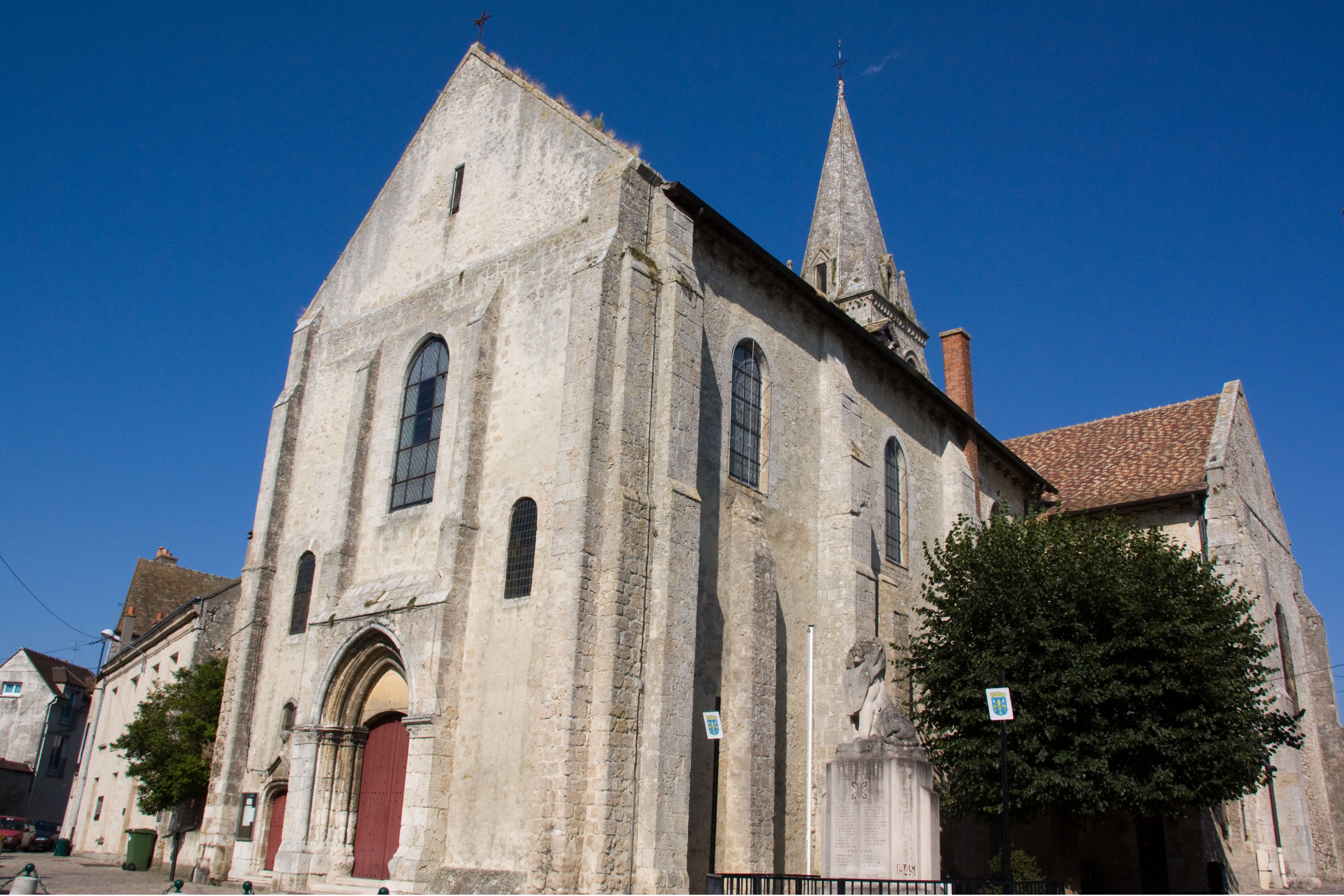
L’église Notre-Dame-de-l’Assomption.
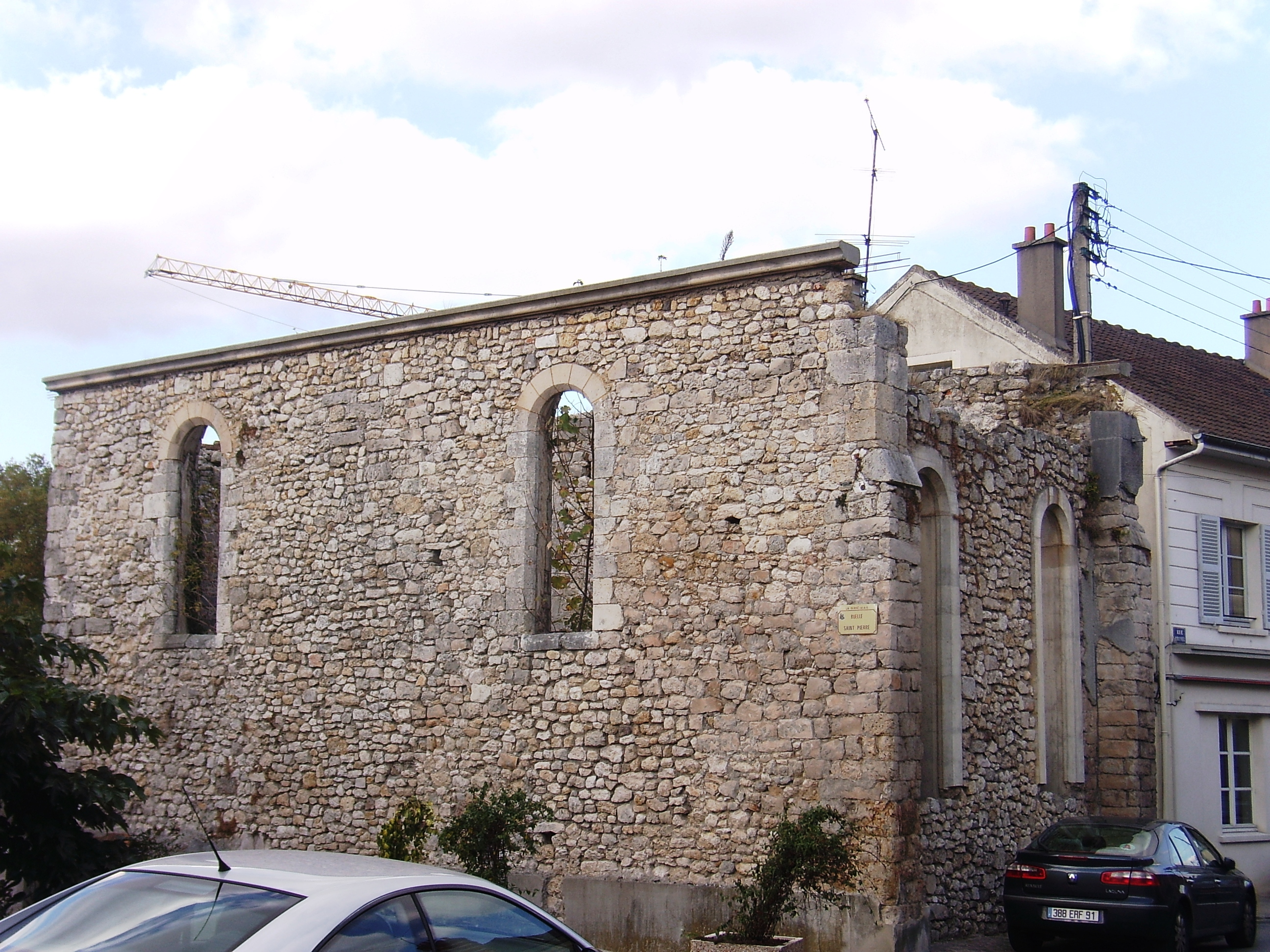
Les ruines de l’église Saint-Pierre.

### Médias
L’hebdomadaire Le Républicain diffuse une édition pour le Sud-Essonne qui traite en partie des informations du secteur. La chaîne de télévision régionale Télif, qui a repris les programmes de Téléssonne, diffuse des informations locales sur le réseau satellite et ADSL. S’ajoute la chaîne France 3 Paris Île-de-France Centre disponible dans tout le Bassin parisien.

## Économie
La Ferté-Alais est intégrée par l’Insee à la zone d’emploi d’Évry qui rassemble soixante six communes et 271 329 habitants, les Fertois ne représentant ainsi que 1,46 % de ce total. L’extraction du grès et du sable fut longtemps la principale activité de la commune. Une petite zone d'activité est implantée sur le plateau mais le tissu économique communal est encore dominé par une concentration importante d’artisans (vingt-neuf installés sur la commune) et commerçants (cinquante-sept installés sur la commune), un total de deux cent vingt-neuf entreprises étant installées sur la commune dont cent-vingt-sept ayant pour seul personnel leur propriétaire. L’agriculture est elle aussi encore présente dans la commune avec quatre personnes recensées comme exploitant agricole, ils employaient en sus douze personnes pour une superficie totale cultivée de 174,72 hectares soit 38 % du territoire. Deux marchés se tiennent en centre-ville le mercredi et samedi matin. L’Éducation nationale avec le collège et la mairie, notamment avec les agents affectés à la maison de retraite municipale sont les plus importants employeurs de la commune. Le tourisme représente une part importante de la vitalité commerciale de la commune, un camping avec une centaine d’emplacements est implanté à proximité du centre-ville et quarante-quatre résidences privées étant comptabilisées comme résidences secondaires. Au total, cent-soixante-et-une entreprises étaient implantées à La Ferté-Alais en 2006 dont quatorze créées cette année-là.

### Emplois, revenus et niveau de vie
Une part importante de la population active, évaluée à 1 673 personnes en 1999 relèvent de la catégorie employé (41 %), suivie de loin par les professions intermédiaires (21,5 %) et la catégorie ouvrier (18,1 %), en grande majorité dans le secteur tertiaire (83,8 %). Les Fertois apparaissent relativement épargnés par le chômage, seuls 7 % étant sans emploi en 1999, chiffre accrut à 8,2 % en 2004 mais qui reste moindre à la moyenne nationale. En 2005, le revenu moyen imposable s’établissait à 20 530 euros mais 32 % des foyers n’étaient pas imposables et 33 % des habitants n’étaient pas propriétaires de leur logement. Le revenu fiscal médian par ménage était en 2006 de 21 335 euros, ce qui plaçait La Ferté-Alais au mille huit cent treizième rang parmi les 30 687 communes de plus de cinquante ménages en métropole et au cent trente-quatrième rang départemental.
| Répartition des emplois par catégorie socioprofessionnelle en 2006. |              |                                           |                                                   |                            |                          |                           |
|                                                                     | Agriculteurs | Artisans, commerçants, chefs d’entreprise | Cadres et professions intellectuelles supérieures | Professions intermédiaires | Employés                 | Ouvriers                  |
| La Ferté-Alais                                                      | 0,4 %        | 8,4 %                                     | 8,1 %                                             | 27,5 %                     | 36,7 %                   | 18,9 %                    |
| Zone d’emploi d’Évry                                                | 0,3 %        | 4,0 %                                     | 20,2 %                                            | 29,6 %                     | 28,2 %                   | 17,7 %                    |
| Moyenne nationale                                                   | 2,2 %        | 6,0 %                                     | 15,4 %                                            | 24,6 %                     | 28,7 %                   | 23,2 %                    |
| Répartition des emplois par secteur d'activité en 2006.             |              |                                           |                                                   |                            |                          |                           |
|                                                                     | Agriculture  | Industrie                                 | Construction                                      | Commerce                   | Services aux entreprises | Services aux particuliers |
| La Ferté-Alais                                                      | 3,9 %        | 6,8 %                                     | 5,7 %                                             | 18,0 %                     | 5,5 %                    | 9,7 %                     |
| Zone d’emploi d’Évry                                                | 0,9 %        | 13,5 %                                    | 5,4 %                                             | 14,6 %                     | 16,2 %                   | 6,9 %                     |
| Moyenne nationale                                                   | 3,5 %        | 15,2 %                                    | 6,4 %                                             | 13,3 %                     | 13,3 %                   | 7,6 %                     |
| Sources : Insee                                                     |              |                                           |                                                   |                            |                          |                           |

## Culture locale et patrimoine

### Patrimoine environnemental

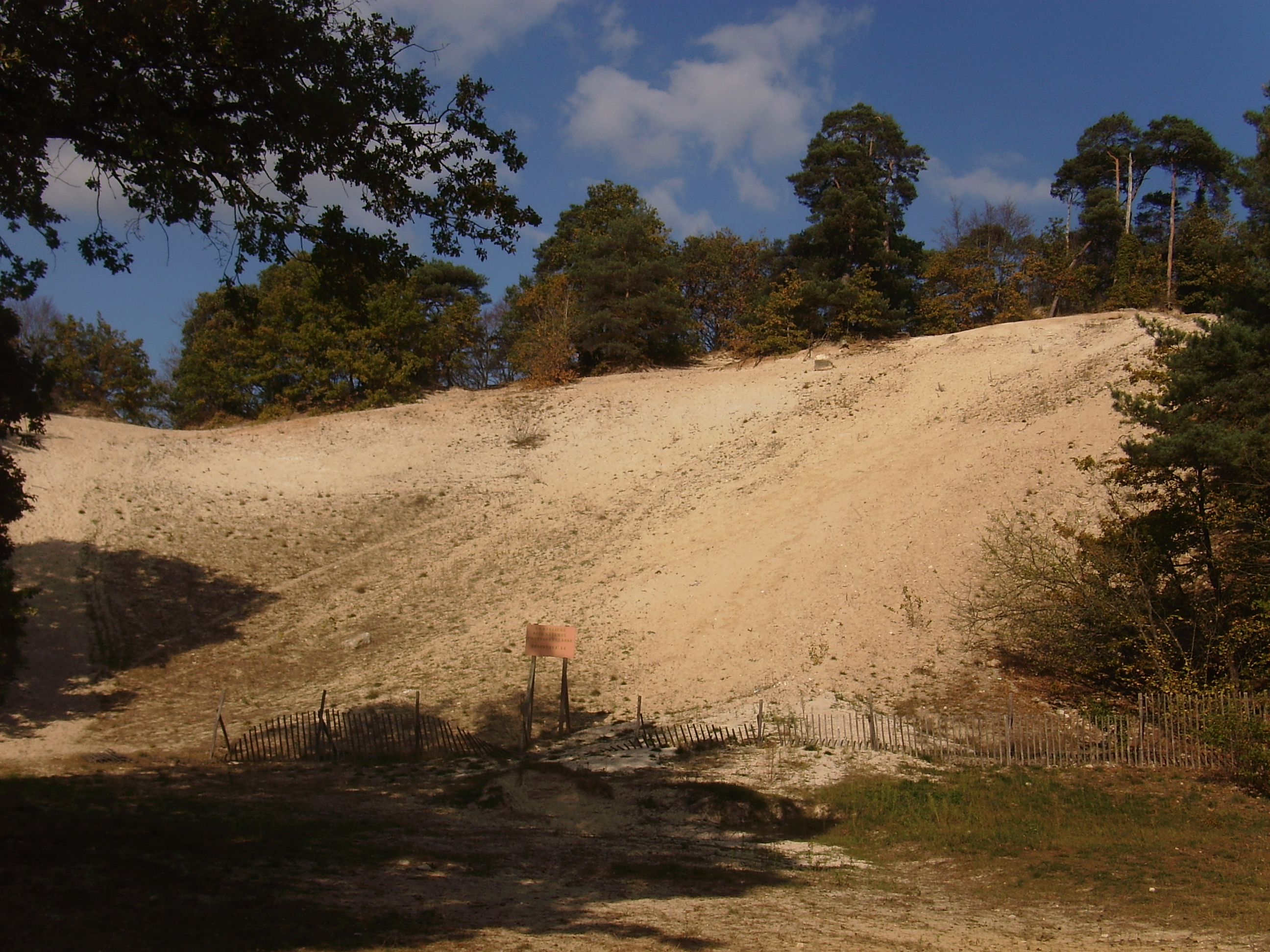
La sablière, site protégé.

Près de 70 % du territoire est occupé par un espace rural, composé de champs et de bois au sud et au nord de la commune. Les berges de l’Essonne sont encore pour partie sauvages et abritent des étangs préservés.
Le site de la sablière est classé espace naturel sensible par le conseil général et constitue une zone naturelle d'intérêt écologique, faunistique et floristique.
La commune est en outre située dans le Parc naturel régional du Gâtinais français qui rassemble soixante-neuf communes, surnommé le « pays des mille clairières et du grès ».
Le sentier de grande randonnée GR 11 traverse la commune, il est complété par le circuit de randonnée La Ferté-Alais - Malvoisine qui sillonne le sud du département en une boucle de vingt-deux kilomètres et par le sentier des carriers.
La ferme de la Grange aux Moines constitue une ferme pédagogique et un espace de préservation des espèces.

### Patrimoine architectural
Un circuit touristique marqué par de médaillons de bronze aux armes municipales sillonne la commune, il permet de visiter l’ensemble des sites remarquables du lieu.
Seul édifice classé aux titres des monuments historiques l’église Notre-Dame-de-l’Assomption fut construite entre 1114 et 1167 dans un style gothique, elle est inscrite depuis 1862.
Du Moyen Âge à La Ferté subsistent les ruines de l’église Saint-Pierre construite à la fin du Xe siècle, le prieuré de l’abbaye de Morigny, le porche de la cour de l’Ange du XIVe siècle et les vestiges des anciens remparts du château du XIIe siècle larges de douze mètres. Les maisons du centre-ville disposent encore de caves voûtées, parfois équipées de puits à eau, dont la plus grande mesure seize mètres de long et deux mètres de haut.
Plus tard, un lavoir fut édifié sur les bords de l’Essonne. La Renaissance a laissé dans la commune les bâtiments de la maison de retraite.
Le XIXe siècle permit la construction de l’école de la rue Notre-Dame, de l’hôtel de ville acquis en 1814, du four à chaux en 1876, de l’école Angot acquise en 1890, d’une chapelle commémorative construite en 1891, du monument à Sadi Carnot inauguré en 1897. Le XXe siècle et sa période touristique a laissé des villas bourgeoises dont la maison des « Deux Marquises ».
La reconstruction et extension de la maison de retraite de La Ferté-Alais (2011) selon les normes nouvelles de la "haute qualité environnementale", par les architectes Philippe Ameller et Jacques Dubois, est emblématique des priorités sociales et écologiques en ce début de XXIe siècle.

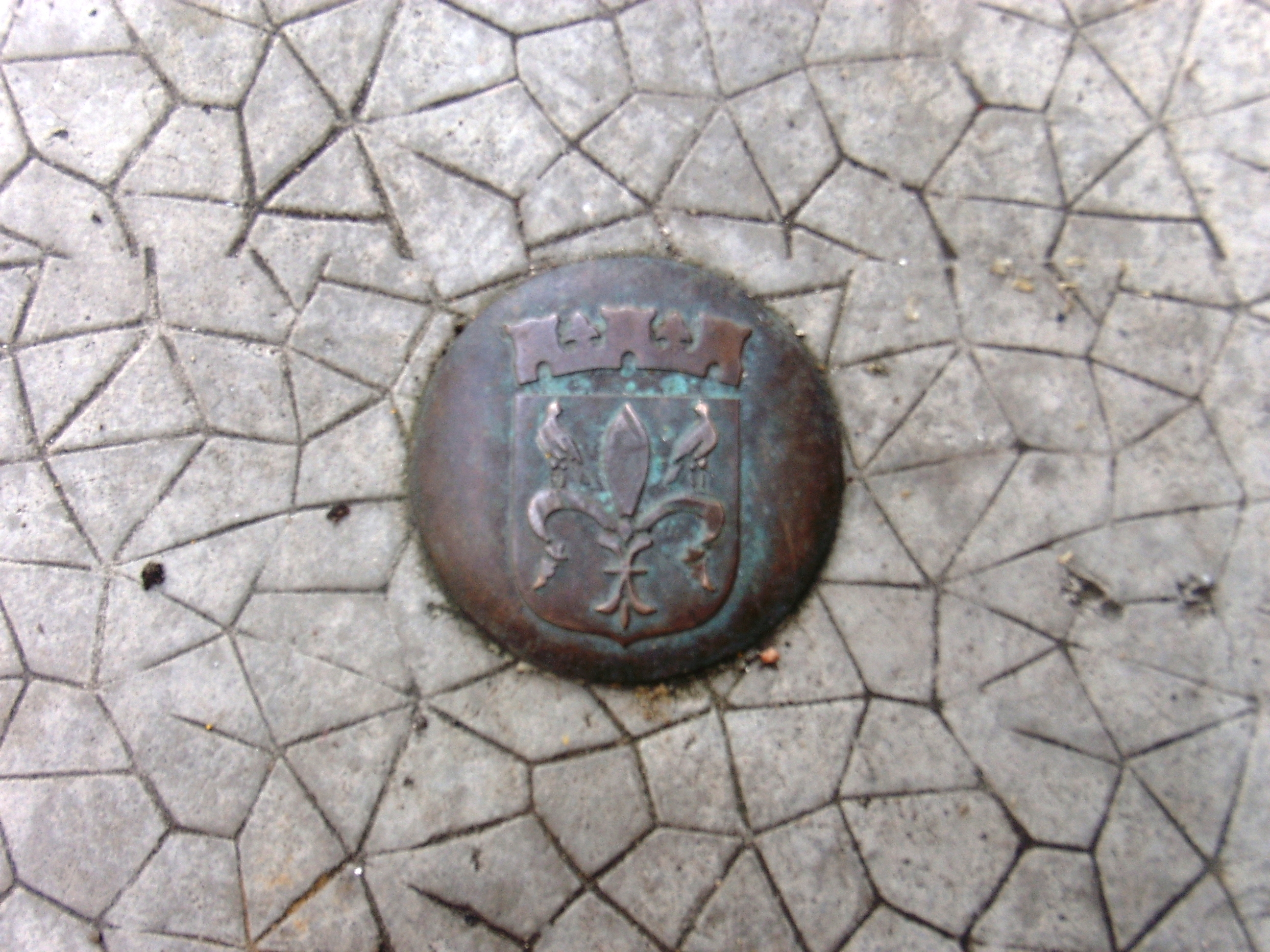
Médaillon du circuit touristique.
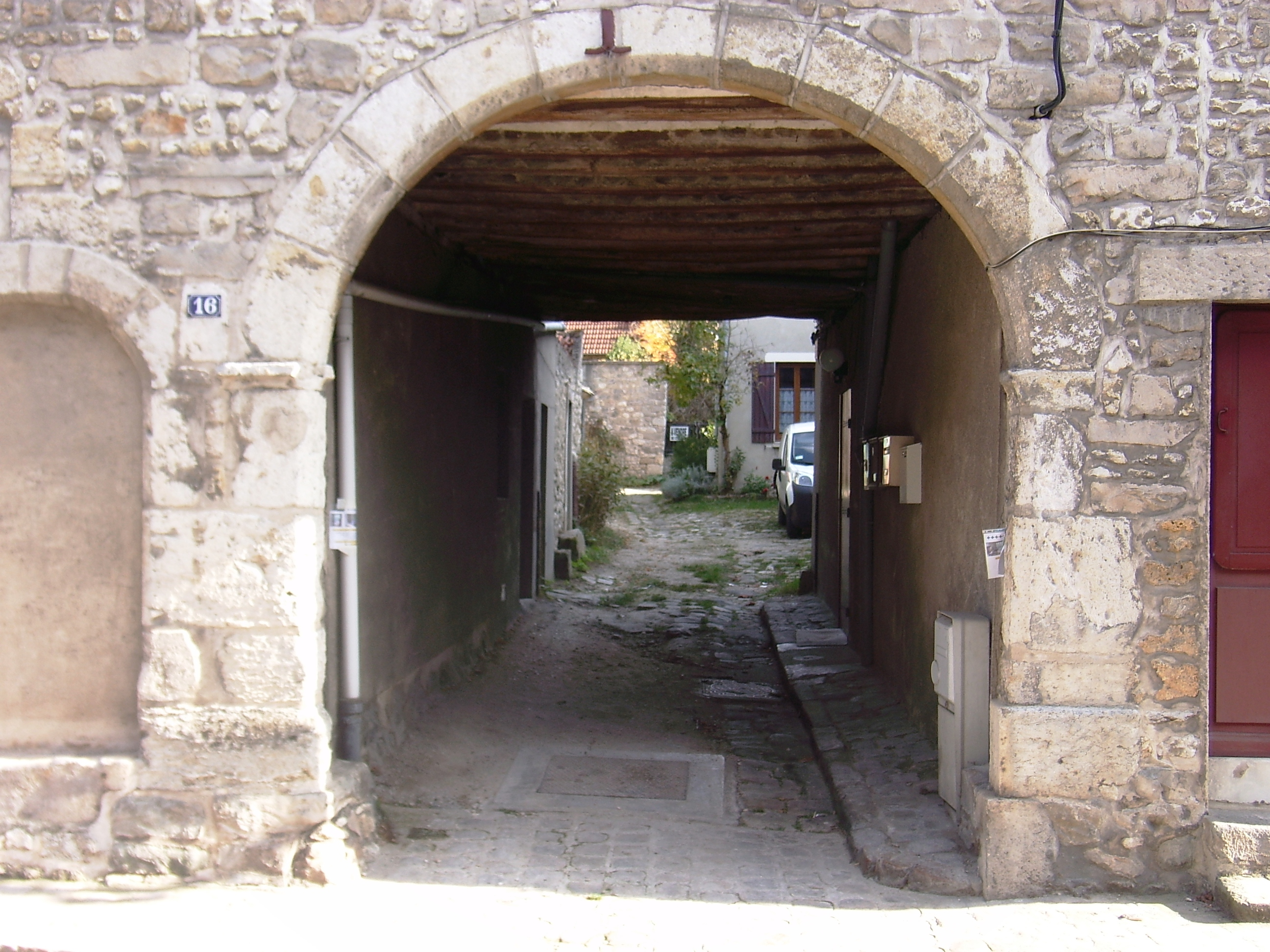
Le porche de la cour de l’Ange.
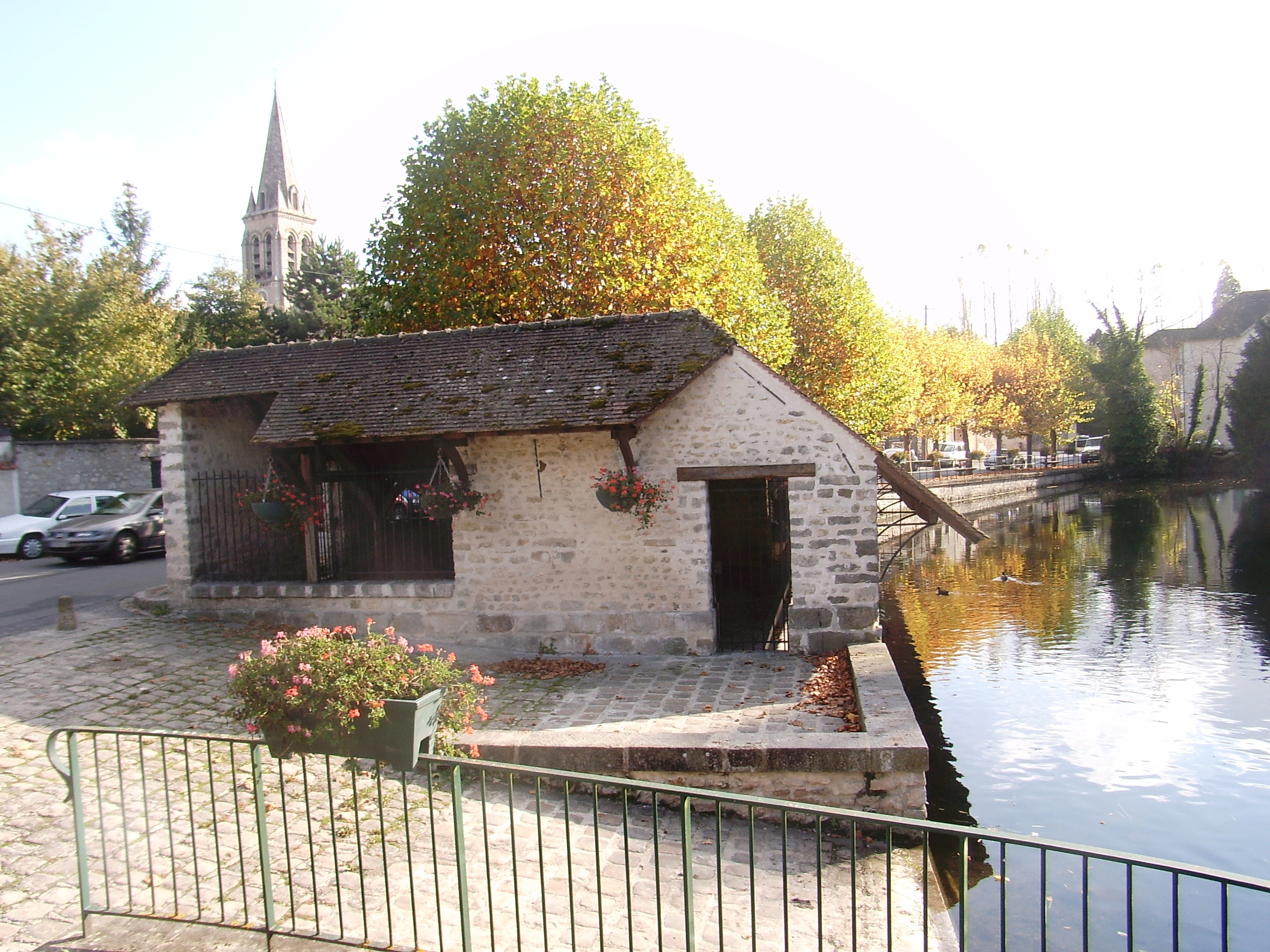
Le lavoir.
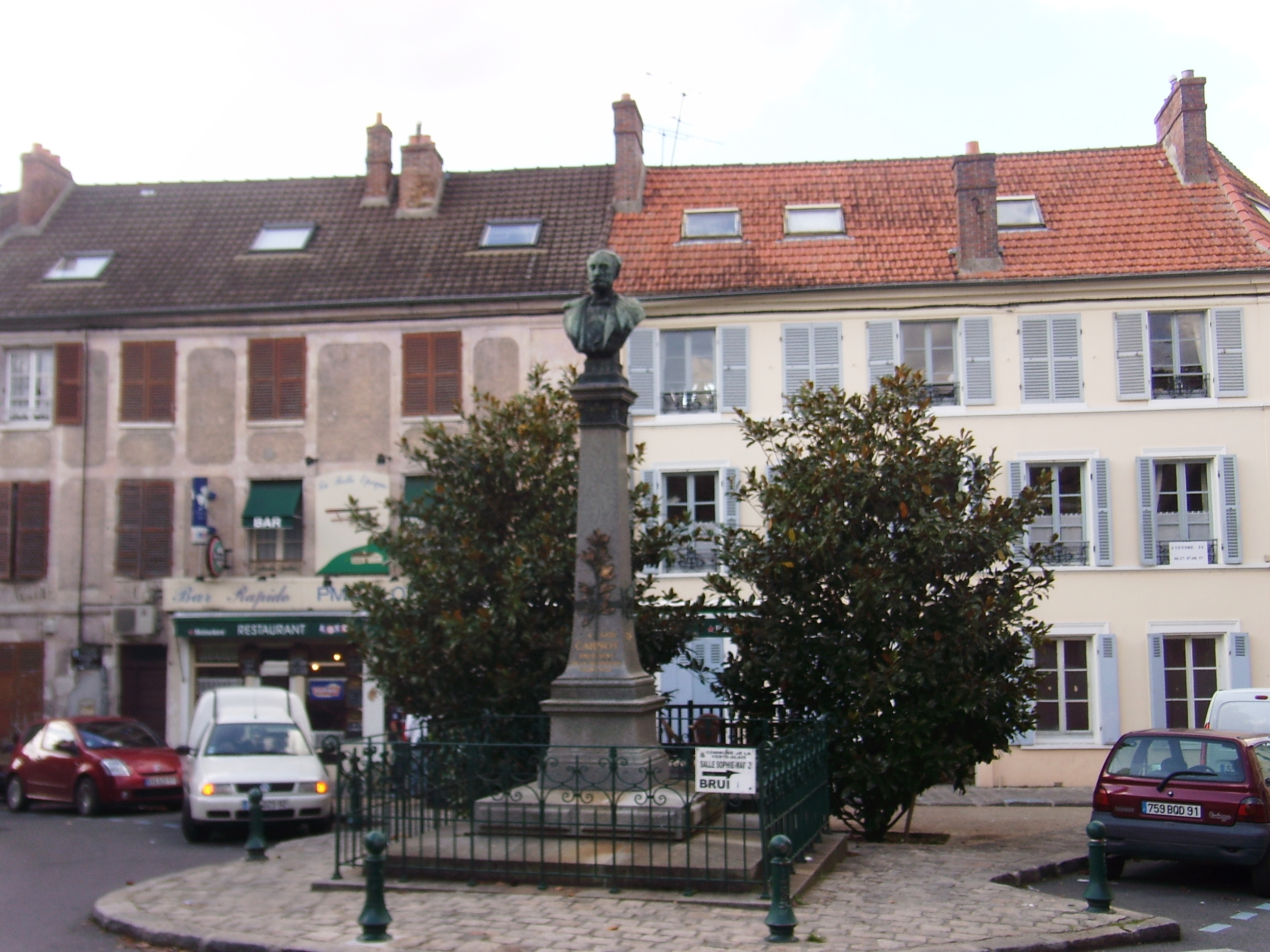
Le monument à Sadi-Carnot.
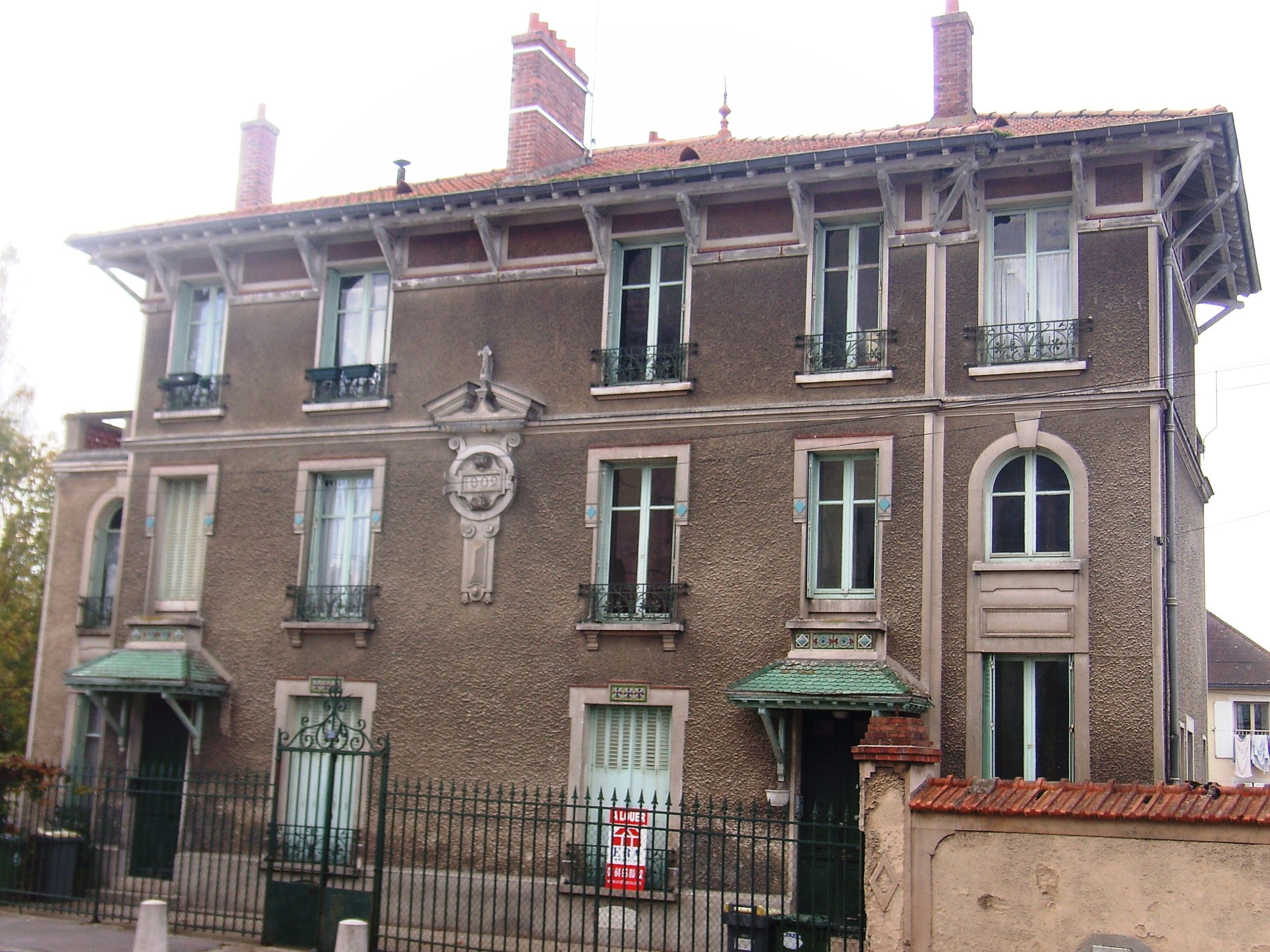
La villa des « Deux Marquises ».

### Personnalités liées à la commune

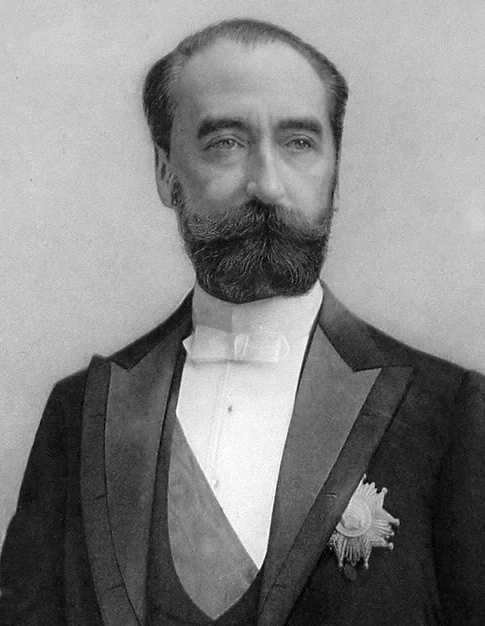
Sadi Carnot.

Différents personnages publics sont nés, décédés ou ont vécu à La Ferté-Alais :
- Guy de Montfort-Castres (?-1228) en fut le seigneur ;
- Philippe Ier de Montfort-Castres (v. 1206-1270) en fut le seigneur ;
- Philippe II de Montfort-Castres (1225-1270) en fut le seigneur ;
- Jean de Montfort-Castres (?-1300) en fut le seigneur ;
- Philippe IV (1268-1314), roi de France, en fut le seigneur ;
- Louis d’Évreux (1276-1319), en fut le seigneur ;
- Louis XII (1462-1515), roi de France, y séjourna[102] ;
- François Ier (1494-1547), roi de France, y séjourna[102] ;
- Charles IX (1550-1574), roi de France, y séjourna[102] ;
- Louis-Philippe Ier (1773-1850), roi de France, y possédait des terres ;
- Prosper Galerne (1836-?), artiste-peintre de paysage, y séjourna et y est décédé, une rue de la commune porte son nom ;
- Sadi Carnot (1837-1894), Président de la République française, y séjourna ;
- Maxime Lisbonne (1839-1905), homme de théâtre, un des responsables militaires de la Commune de Paris, y est mort et enterré ;
- Francis Planté (1839-1934), pianiste, y résida dans sa propriété "La Tourelle" ;
- Marcel Delannoy (1898-1962), compositeur, y est né ;
- Philippe Clay (1927-2007), chanteur et acteur, y a résidé ;
- Georges Martin (1930-2017), ingénieur motoriste, concepteur du moteur V12 Matra Sports, y est né et y vécut durant sa jeunesse.

### Héraldique
| Blason de La Ferté-Alais | Blason  | D'azur à la fleur de lys florencée d'or à deux oiseaux d'argent adossés, la tête contournée perchés sur les deux volutes. |
| Blason de La Ferté-Alais | Détails | Ce blason apparaît sur la locomotive BB 22291 dans le cadre du parrainage du matériel de la SNCF par les communes.        |

### La Ferté-Alais dans les arts et la culture
- Certaines scènes des films Sept hommes, une femme d'Yves Mirande, Les Faucheurs de marguerites, de Quentin Durward, de Mais où est donc passée la septième compagnie ? de Robert Lamoureux, de Antoine et Sébastien de Jean-Marie Périer et de Palace d'Édouard Molinaro furent tournées dans la commune[104].
- Le site de la Sablière a servi de décor au clip musical du thème Bamboléo de la future comédie musicale Zorro[105].
- Les 13 et 14 octobre 2009, la commune a accueilli le tournage du téléfilm Le Gendre idéal 2 avec François Berléand, Clémentine Célarié et Frédéric Diefenthal[106].